# おやま百景
おやま百景（おやまひゃっけい）とは、栃木県小山市の市制40周年を記念して1994年に選定された自然景観、名所旧跡、独特の祭りやイベント、生活や産業などの風景。
市民から推薦された「風景」のなかから「地区委員会」と「実行委員会」において、候補地200を選び、それをもとに市民の投票により選定した。1994年10月24日に『おやま百景ガイドブック』が発行されている。
さらに10年後の市制50周年を記念して、風景写真を再録、10年間の変化を反映した改訂版として『おやま百景ガイドブック-Point of interest in OYAMA guide book』が2004年5月15日に発行された。
以下は2004年版『おやま百景ガイドブック』の掲載順。

## 小山地区
1. 小山駅
2. 祇園神社城通り（シンボルロード）
3. 天翁院（小山氏の墓）
4. 小山祇園城跡（城山公園）
5. 城山公園の大イチョウ
6. 観晃橋（思川と日光連山）
7. おやまサマーフェスティバル
8. 思川の流し雛
9. 思川の鮎釣り
10. 思川桜
11. 愛宕神社の大ケヤキ
12. 妙建寺本堂の天井格子絵
13. 妙建寺の枝垂れ桜・サンシュユ
14. 須賀神社表参道
15. 須賀神社（祇園祭の大神輿）
16. 西林寺の四方竹
17. 小山大橋
18. 鷲城跡
19. 小山総合公園
20. 駅東大通りの桜並木
21. 両毛線の第１鉄橋

## 大谷地区
1. 中央図書館と城東公園
2. 愛宕塚古墳
3. 丸山弁財天神社
4. 新4号国道の立体交差橋・和談坂
5. 中久喜城跡
6. 金山神社の桜
7. 大谷中学校の桜
8. 血方神社の稚児神楽

## 間々田地区
1. 安房神社（モミの自然林、太々神楽、アワガラ神輿）
2. 思水富士と夕浅間
3. 千駄塚古墳と浅間神社
4. 間々田八幡公園の四季
5. 間々田八幡宮と蛇祭り
6. 間々田八幡宮の奉納相撲
7. 福地家の長屋門とケヤキ
8. 南飯田の神田囃子
9. 間々田ひも
10. 乙女不動原瓦窯跡

## 生井地区
1. 渡良瀬遊水池（夕日とヨシ焼き）
2. 旧思川
3. 道標（太平山への道）
4. ヨシズ編み
5. あんずの里
6. 水塚
7. 白鳥八幡宮古式祭礼（日の出祭り）
8. 寒川尼の墓とツゲの老木

## 寒川地区
1. 花桶かつぎ
2. 胸形神社のエノキと碑
3. 中里神社
4. 毘沙門山古墳と田園風景
5. 観音寺

## 中地区
1. 吉田石松翁の碑
2. 下泉古墳群
3. 歌人田波御白の生家
4. 三福酒造
5. 東箭神社と大ケヤキ
6. 円満寺
7. 中小学校の大エノキ
8. 蛍橋
9. 県南公設地方卸売市場
10. 大川島神社（弓引き祭り）
11. カントリーエレベーター

## 穂積地区
1. 稲荷神社
2. 蚕室づくりの農家（福田家）
3. 間中の桜並木
4. 穂積小学校跡の柳
5. 防風林のある旧家（岸家）
6. 国府神社のケヤキ
7. 昔に名主を偲ばせる長屋門と堀（松本家）
8. 等覚院
9. 豊穂川

## 豊田地区
1. 三ノ宮神社
2. 満願寺
3. 思川駅
4. 篠塚稲荷神社の飾り馬
5. 小宅八幡宮とカヤの木
6. 美田地区の田園風景と小山牛
7. 展望台のある野口家
8. 立木宿

## 桑地区
1. 日枝神社参道のケヤキ
2. 小山ゴルフクラブの桜並木
3. 修道院の桜と雑木林
4. かんぴょう干し
5. 琵琶塚古墳・摩利支天塚古墳
6. 愛の橋（羽川小学校前歩道橋）
7. 羽川大沼
8. 道標（鰹節棒杭）
9. 白髭神社の湧き水
10. 小山運動公園の四季
11. 小山運動公園からみる筑波山の日の出

## 絹地区
1. 高椅神社と太々神楽
2. 鬼怒川
3. 田川放水路
4. 中河原の廻り地蔵
5. 神明宮の紫陽花
6. 休の天満宮
7. 結城紬
8. 上梁八幡宮の桜と大ケヤキ
9. 十三夜・十五夜のワラ鉄砲

## 実行委員会
小山市景勝地選定実行委員会は以下のとおり（役職は1994年当時）。
委員長
渡辺直治 市都市整備委員会委員長
副委員長
飯野實 市自治会連合会会長
委員
高橋春男 市子ども会育成会連合会副会長
大貫文代 市婦人会連絡協議会会長
大塚重雄 市老人クラブ連合会会長
松嶋儇 市都市緑化推進協議会会長
渡辺安一郎 市観光協会会長
尾島利雄 市文化財保護審議会委員
西口玄雄 市文化協会会長
五月女政平 市文化協会副会長
大島俊夫 小山商工会議所会頭
宮内保 市JC地域ネットワーク委員会副委員長
中島文男 市PTA連合会役員
前委員
関良平 市PTA連合会会長

## 地区委員会
小山市景勝地地区選定委員会
各地区から10名計100名の選ばれ地区内の候補地を選定した。